# Етьєн Паск'є
Етьєн Паск'є (Étienne Pasquier; нар. 7 червня 1529, Париж — пом. 1 вересня 1615, Париж) — французький державний діяч, юрист, гуманіст, поет і магістрат.

## Біографія
Паск'є походив з освіченої паризької буржуазії і вивчав право в Парижі й Тулузі, а також у Болоньї та Павії, де, окрім юридичної, вдосконалив гуманітарну освіту й захопився італійською літературою, яка на той час вважалася взірцевою. Однак саме тут, у Північній Італії, яка на той час була предметом суперечок між Францією, Німеччиною та Іспанією, він усвідомив свою французьку ідентичність.
Під час Релігійних війн, прагнучи взяти участь у примиренні між протестантами та католиками, він почав шукати історичні витоки єдності французької нації ще в дохристиянському минулому країни. Скориставшись тривалим одужанням після випадкового отруєння в 1558 році, він почав працювати над цією темою до 1560 року, коли опублікував перший том своїх «Досліджень Франції».
У 1565 році він відзначився як прихильник галліканізму, виступаючи у судовому процесі між представниками Паризьким університетом та єзуїтами, і вигравши справу перших. Він також брав участь у Великих днях у Пуатьє (1579) і Труа (1583). Під час цих зустрічей, які проводилися нерегулярно до кінця XVII століття, до провінцій направляли комісію, членів якої обирав король з Паризького парламенту, з повними повноваженнями розглядати та вирішувати передані їй справи, зокрема ті, що стосувалися зловживання сеньйоріальними правами. Після цих подій Етьєн Паск'є написав та опублікував різні жарти, якими він обмінювався зі своїми колегами.
У 1585 році Генріх III призначив його генеральним адвокатом короля в Рахунковій палаті. Там він відзначився тим, що виступав проти системи продажу землі та спадкових посад.
Релігійні війни змусили його в 1588 році покинути Париж і вирушити до Тура у період Ліги: ці роки він використав для роботи над своїми Дослідженнями Франції. У березні 1594 року він повернувся до столиці з конвоєм Генріха IV.
Він відновив там свою роботу перед виходом на пенсію. Потім протягом майже десятиліття опублікував велику кількість літературних творів. Помер 11 вересня 1615 року у віці вісімдесяти шести років від важкої хвороби.
Етьєн Паск'є був другом есеїста і філософа Мішеля де Монтеня.

## Творчість
Значний доробок Паск'є ніколи не був зібраний та опублікований у повному обсязі. Важливим виданням є видання з Амстердама (2 томи, 1723). Збірка Леона Фежера, опублікована 1849 року в Парижі у двох томах з детально вважається найдоступнішою.
Автор «Досліджень Франції» є важливим попередником сучасної історіографії, натхненний методами своїх італійських колег. Він часто цитує сучасних хроністів як першоджерела. Прагне якомога точніше відтворити минуле, щоб дослідити поточні проблеми Франції в період кризи. Він пише про національну історію, культуру, звичаї, інституції без агресивного та виключного патріотизму. У своїй праці він повертається до галльського світу, який протиставляє римському. На його думку, історія Франції не поступається історії Риму. Він критикує деякі аспекти, що гальмують розвиток: використання латинської мови, римського права тощо.
Як поет, Етьєн Паск'є був другорядним учасником руху Плеяди. Цікавішими є його прозові твори: особливо його Дослідження Франції у трьох томах, а також листи і промови.

## Публікації

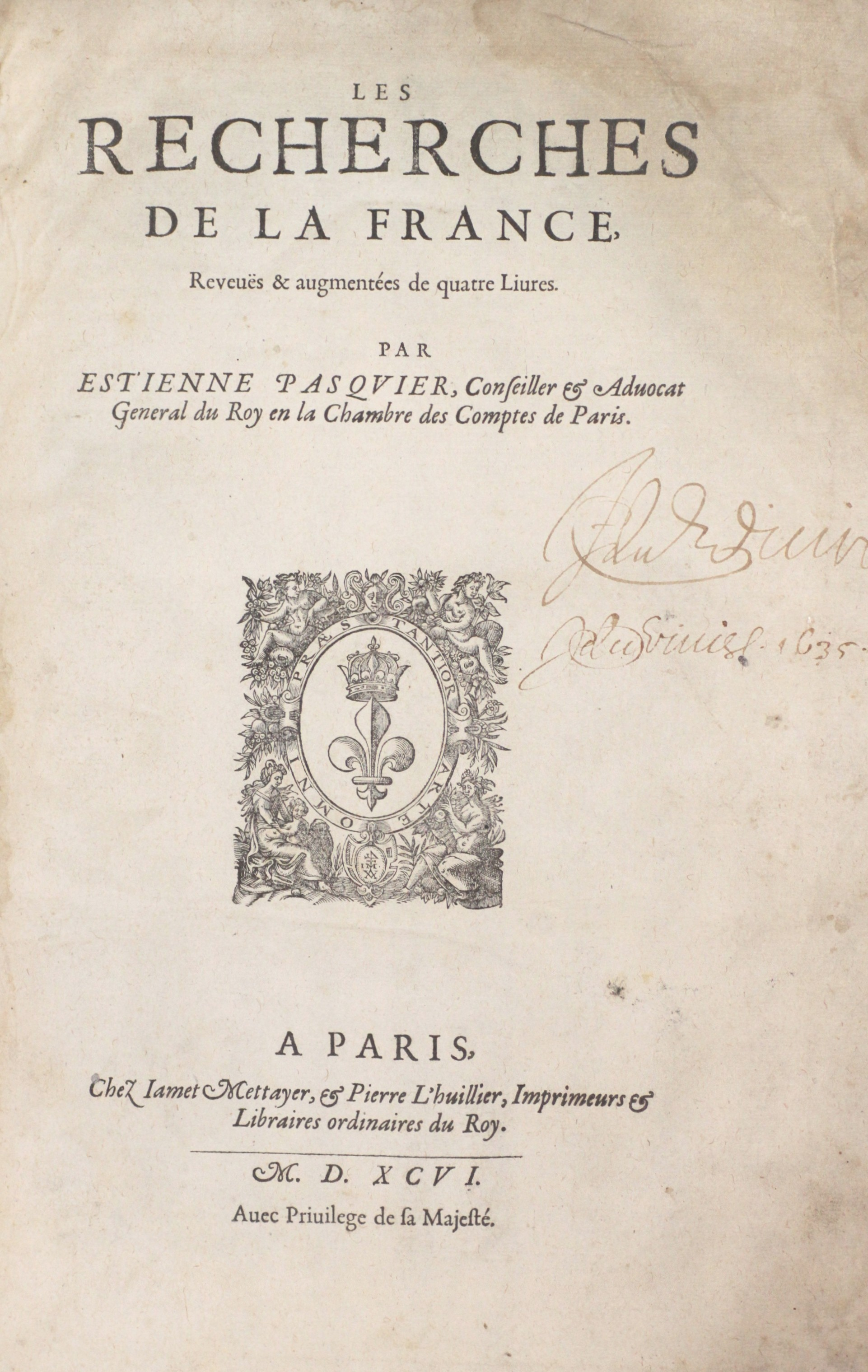
Дослідження Франції, 1596.

- Plaidoyé de l'Vniuersité de Paris, encontre les Iesuites; prononcé en 1565 au parlement, publié pour la première fois en 1594 (Paris, Abel l'Angelier), et republié à la fin de la IIIe partie des Recherches de la France (1621).
- Jeus poétiques, Paris, J. Petit-Pas, 1610.
- Les Lettres d'Estienne Pasquier, Paris, J. Petit-Pas, 1619, 22 livres (I—X, 1586 ; XI—XXII, 1619, soit 284 missives adressées à plus de cent trente destinataires, édition de André du Chesne) (tome 3)
- Des recherches de la France, livre premier et second, plus Un pourparler du prince et quelques dialogues, le tout par Etienne Pasquier, advocat en la Court de Parlement à Paris, Gilles Robinot, Paris, 1581 (онлайн)
- Les Recherches de la France d'Estienne Pasquier, conseiller et advocat général du Roy en la Chambre des comptes de Paris augmentée en ceste dernière édition de trois livres entiers, outre plusieurs chapitres entrelassez entre chacun des autres livres, tirez de la bibliothèque de l'autheur, chez Laurens Sonnius, Paris, 1621 (онлайн).
- Les recherches de la France d'Estienne Pasquier conseiller et advocat general du Roy en la chambre des comptes de Paris. Paris: Etienne Dauvel, Martin Colet. 1633.
- Les Recherches de la France, éd. Marie-Madeleine Fragonard-François Roudaut (dir.) et alii, Paris, Champion, 1996.
- Les œuvres d'Estienne Pasquier, contenant ses Recherches de la France, son Plaidoyé pour M. le duc de Lorraine ; celuy de Me Versoris, pour les jésuites, contre l'Université de Paris ; Clarorum virorum ad Steph. Pasquierium carmina ; Epigrammatum libri sex ; Epitaphiorum liber ; Iconum liber, cum nonnullis Theod. Pasquierii in Francorum Regum icones notis ; ses lettres ; ses oeuvres meslées ; et les lettres de Nicolas Pasquier, fils d'Estienne, Compagnie des libraires associez, Amsterdam, 1723 tome 1, tome 2
- Léon Feugère, Œuvres choisies d'Étienne Pasquier, Paris, F. Didot, 1849, 2 vol. gr. in-18 tome 1, Vie d'Étienne Pasquier, tome 2
- Publié par le duc Pasquier et annoté par Charles Giraud, L'interprétation des Institutes de Justinian: avec la conférence de chasque paragraphe aux ordonnances royaux, arrestz de parlement et coustumes générales de la France, ouvrage inédit d'Étienne Pasquier, Videcoq aîné éditeur, Paris, 1847 (онлайн)